# Gühlen-Glienicke
Gühlen-Glienicke ist ein Ortsteil der Kreisstadt Neuruppin im Landkreis Ostprignitz-Ruppin in Brandenburg.
Zum Ortsteil gehören die Gemeindeteile Binenwalde, Boltenmühle, Kunsterspring, Neuglienicke, Rheinsberg-Glienicke und Steinberge.

## Geografie
Der Ort liegt ca. 14 Kilometer nördlich der Kernstadt Neuruppin an der Landesstraße L 16. Westlich verlaufen die L 18 und die A 24 und östlich die B 122. Im südöstlichen Bereich des Ortsteils erstreckt sich der 55 ha große Kalksee und am südöstlichen Rand der 124 ha große Tornowsee. Im südlichen Bereich erstreckt sich das 100,6 ha große Naturschutzgebiet Kunsterspring.

## Geschichte
Der Ort Gühlen Glinicke wurde wahrscheinlich um 1760 als Vorwerk von denen von Gühlen, ehemals auf Lüchfeld, gegründet und gehörte zum adligen Gut Lüchfeld. Das Vorwerk bestand aus drei Wohnhäusern und hatte im Jahre 1798 38 Einwohner die aus einem Büdner, drei Einliegern und einem Förster bestand, dessen besonders liegende Wohnung auch Greinert oder Greisert genannt wurde. Vormals im Jahre 1793 am 16. März war eine Büdnerwohnung durch einen Brand zerstört worden.

### Eingemeindungen
Am 6. Dezember 1993 wurde aus den Gemeinden Buskow, Gnewikow, Gühlen-Glienicke, Karwe (Neuruppin), Krangen (Neuruppin), Lichtenberg (Neuruppin), Molchow, Nietwerder, Radensleben (Neuruppin), Stöffin, Wulkow (Neuruppin) und Wuthenow sowie der Stadt Alt Ruppin die neue Stadt Neuruppin gebildet. Seither ist Gühlen-Glienicke ein Ortsteil der Stadt Neuruppin.

### Einwohnerentwicklung
| Jahr      | 1798 | 2017 |
| Einwohner | 38   | 304  |

### Historische Landwirtschaft

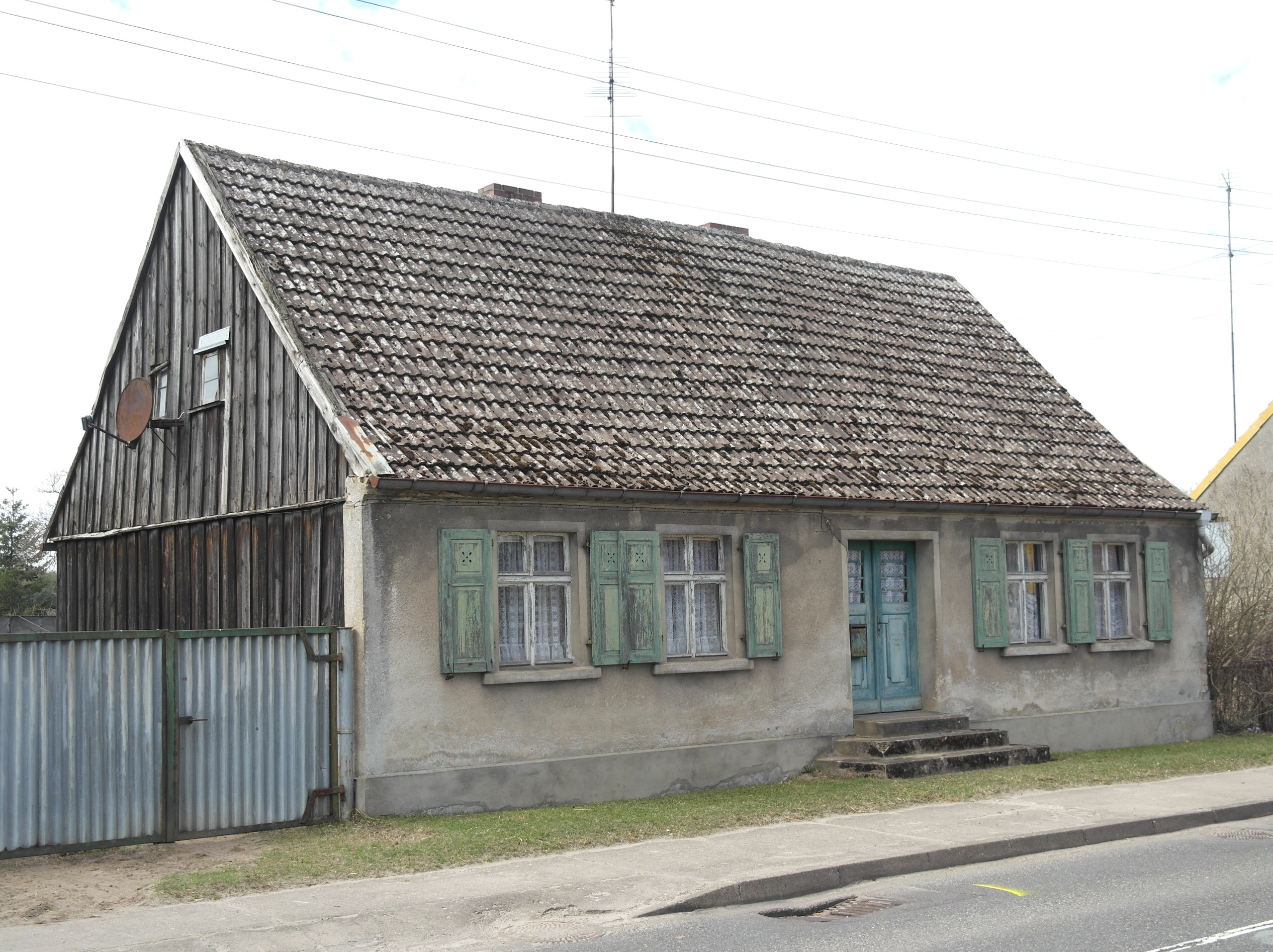
Büdnergehöft Dorfstraße 17

| Aussaat     | Roggen                | Gerste      | Hafer                 | Erbsen     | Buchweizen            | Kartoffeln |
| Menge       | 4 Winspel 20 Scheffel | 12 Scheffel | 2 Winspel 10 Scheffel | 8 Scheffel | 1 Winspel 12 Scheffel | 2 Wispel   |
| Tierbestand | Pferde                | Rinder      | Schafe                |            |                       |            |
| Stück       | 4                     | 24          | 370                   |            |                       |            |

## Persönlichkeiten
- Friedrich Botho Graf zu Eulenburg (* 1850; † 1914), zeitweise Gutsbesitzer in Gühlen[3]
- Hjalmar Schacht, zeitweise Gutsbesitzer in Gühlen[4]

## Sehenswürdigkeiten

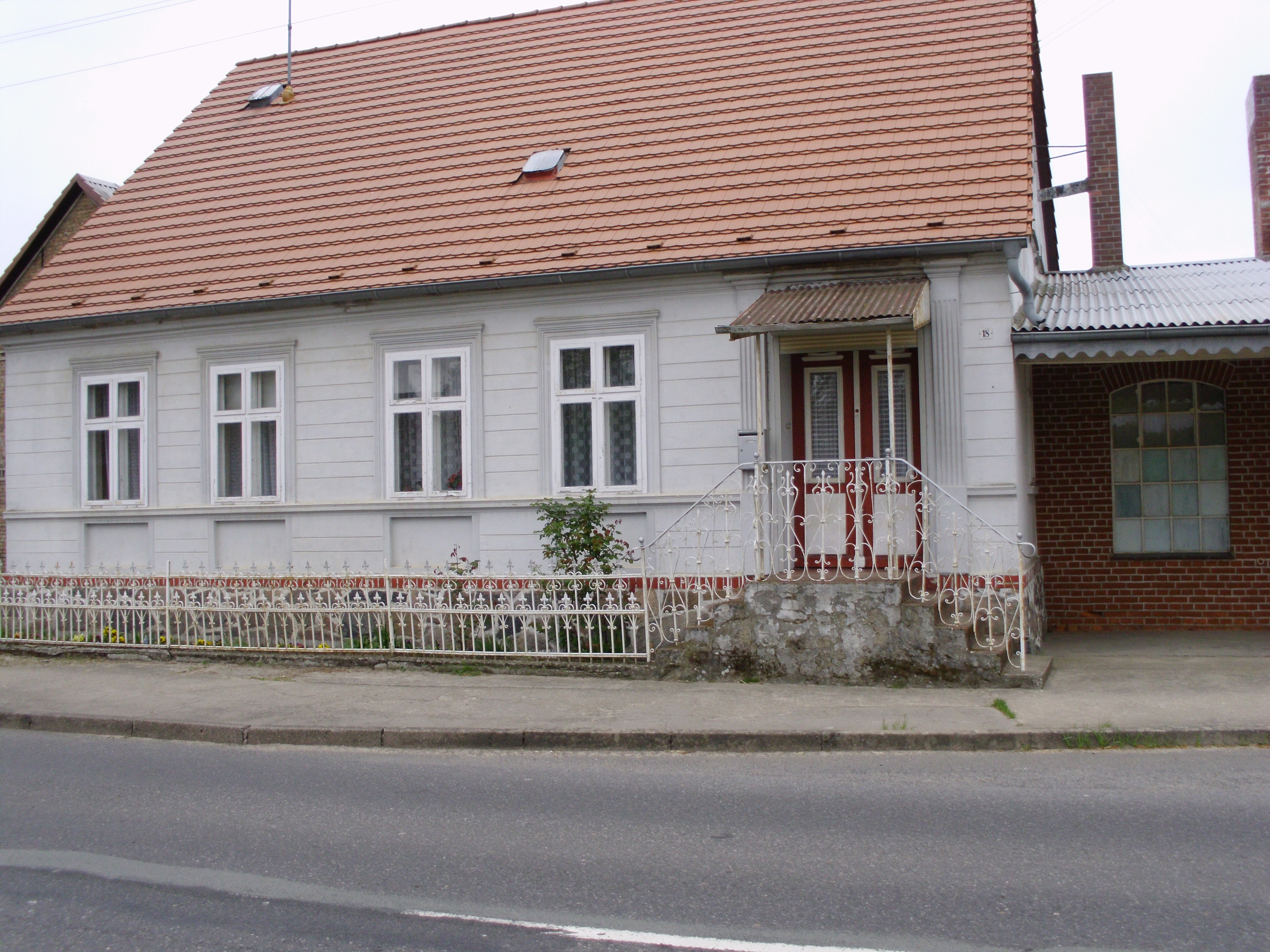
Gehöft Dorfstraße 18

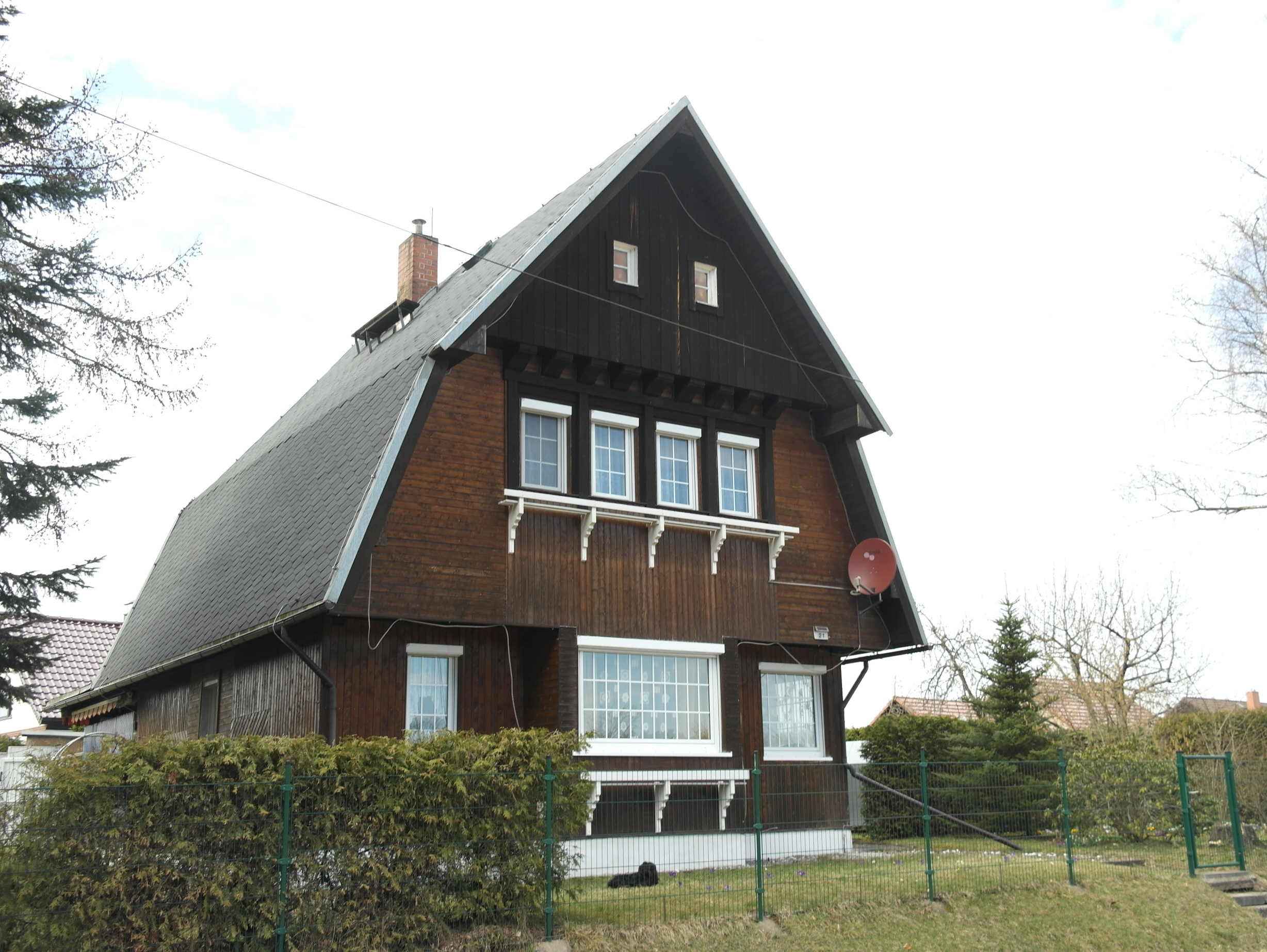
Gühlen-Glienicke Dorfstraße 21

- Büdnergehöft aus Wohnhaus, Stallspeicher, Durchfahrtsscheune und Hofpflasterung (Dorfstraße 17)
- Gehöft, bestehend aus Wohnhaus, Stallscheune, Durchfahrtsscheune, Schmiede, Vorgarten mit Eisengitterzaun und Hofpflasterung (Dorfstraße 18)
- Wohnhaus (Dorfstraße 21)
- Förstereigehöft, bestehend aus Forsthaus und drei Wirtschaftsgebäuden (Dorfstraße 29)

- 7-stämmige Rotbuche (Forst, am Ortsausgang Richtung Zühlen)

- Siedlung Bronzezeit, Befestigung Bronzezeit